# Germán Denis
Pour les articles homonymes, voir Denis.
Germán Denis, né le 10 septembre 1981 à Remedios de Escalada (Buenos Aires, Argentine), est un footballeur argentin. Il a mis fin a sa carrière après avoir joué a La Fiorita en 2023

## Biographie
Anciennement dans le club argentin du CA Independiente, il signe le 11 juin 2008 un contrat de quatre ans avec le club italien du Napoli. Son transfert au SSC Naples est évalué à 9 M€.
Le 17 août 2010, il signe un contrat de cinq ans avec l'Udinese Calcio. L'indemnité de transfert est évaluée à deux millions d'euros.
Cependant en raison de son manque d'efficacité (4 buts en 24 matchs de Serie A), il sera transféré à l'Atalanta Bergame le 25 août 2011 pour la somme de cinq millions d'euros. Au sein de son nouveau club, il connait un nouveau souffle à sa carrière : enchaînant but sur but, notamment un triplé contre l'AS Roma le 26 février 2012 (victoire 4-1), il devient ainsi le meilleur buteur du club dès sa première saison avec 16 buts. 
La deuxième saison repart sur les mêmes bases. Après une petite période d’inefficacité, il revient en force en marquant un triplé contre l'Inter Milan le 7 avril 2013, ce qui permet à son équipe de remporter le match 4-3 alors qu'ils étaient menés 3-1. Il finit l'année avec 15 buts en championnat.
Pour la troisième saison, il inscrit un doublé contre l'Udinese le 28 septembre 2013 (victoire 2-0). À ce jour, il a marqué plus de 50 buts en Serie A. Le 20 octobre 2013, il marque le but de la victoire contre la Lazio Rome (2-1). Le 2 février 2014 il marque un autre doublé contre Naples (victoire 3-0).
Il honore sa première sélection avec l'équipe nationale d'Argentine le 16 octobre 2007 contre le Venezuela.